# Rhopalochernes titschacki
Espèce
Rhopalochernes titschacki est une espèce de pseudoscorpions de la famille des Chernetidae.

## Distribution
Cette espèce se rencontre au Pérou et en Équateur.

## Étymologie
Cette espèce est nommée en l'honneur d'Erich Titschack.

## Publication originale
- Beier, 1955 : Pseudoscorpionidea. Beiträge zur Fauna Perus, nach der Ausbeute der Hamburger Südperu-Expedition 1936, und anderen Sammlungen, wie auch auf Grund von Literaturangaben, vol. 4, p. 1-12.